# Cyrus West Field

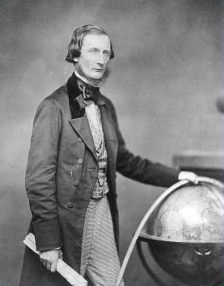
Cyrus West Field

Cyrus West Field (Stockbridge, Massachusetts, 30 de novembre de 1819 - Nova York, 12 de juliol de 1892) va ser un empresari i financer estatunidenc que va dirigir l'empresa The Atlantic Telegraph Company, la qual va dur a terme la primera estesa de cable telegràfic a través de l'oceà Atlàntic el 1858 amb resultat reeixit.

## Biografia
Cyrus West Field va néixer en Stockbridge (a l'estat de Massachusetts); era fill del clergue David Dudley Field I, que pertanyia a una família britànica establerta a Nova Anglaterra des del 1629. Era germà de David Dudley Field II i de Stephen Johnson Field, juristes eminents, i d'Henry Martyn Field, un famós home d'església i autor de nombrosos llibres de viatges. A l'edat de 15 anys, Field va abandonar l'escola i es va mudar a la ciutat de Nova York, on va passar tres anys treballant en diferents magatzems. Va tornar a Stockbridge, i es va mudar de nou a la ciutat de Nova York al voltant de l'any 1840. Allà es va casar amb Mary Bryan Stone el 2 de desembre de 1840, l'endemà passat de complir els vint-i-un. La parella tindria set fills.
Associat amb el seu cunyat en l'empresa The Columbia Mill, situada a la localitat de Lee (Massachusetts), va arribar a tenir una gran fortuna gràcies a la fabricació de paper, completada amb altres negocis, la qual cosa li va permetre viure de rendes ja a l'edat de 33 anys, amb una fortuna estimada en uns 250.000 dòlars de l'època.
El 1855 va fundar l'American Telegraph Company, que es va convertir en la segona companyia del sector més gran de EE.UU. (tan sols per darrere de la Western Union), mitjançant una sèrie d'adquisicions, des de Maine fins a Louisiana.
L'any 1853 es va entrevistar amb l'enginyer canadenc Frederick Newton Gisborne, qui buscava finançament per al seu projecte de connectar Nova York i l'Illa de Terranova mitjançant un cable submarí telegràfic. Field va desenvolupar la idea del cable submarí per a tendir un cable telegràfic transatlàntic, entre els Estats Units i Irlanda, presentant el seu projecte a Samuel Morse i a Matthew Fontaine Maury, que van veure la seva factibilitat. Al capdavant de l'Atlantic Telegraph Company creada al març de 1854, el 5 d'agost de 1858 va aconseguir establir el primer enllaç telegràfic entre Amèrica i Europa, amb un cable submarí estès pels vaixells USS Niagara i HMS Agamemnon, enllaçant l'illa de Terranova amb Irlanda, després d'haver enllaçat Terranova amb Nova York. El cable es va inaugurar oficialment el 16 d'agost de 1858, quan la reina Victòria li va enviar al president James Buchanan un missatge en codi morse. Encara que el goig per la gesta va ser generalitzat, el cable en si mateix va ser de curta durada: es va avariar tres setmanes després i no es va tornar a connectar fins al 1866. Aquest primer enllaç va transmetre tan sols 250 telegrames, ja que es va avariar ràpidament a causa de la seva fragilitat, atès que el reforç metàl·lic havia estat danyat per l'oxidació, les roques i els dipòsits.
El 1866, el vapor Great Eastern (dissenyat per l'enginyer britànic Isambard Kingdom Brunel, i que era el major vaixell del món en aquella època), va estendre el segon cable promogut per Field, que s'usaria durant gairebé 100 anys. El cable va permetre reduir el temps requerit per a la comunicació entre Europa i els Estats Units de 12 dies (la durada de la travessa de l'oceà amb vaixell en aquell moment) a una comunicació gairebé instantània. Poc després, de tornada a Terranova, es va poder reparar el primer cable trencat, servint de cable de suport a l'enllaç principal.
Aquest projecte transatlàntic estava competint en aquest moment amb un projecte "terrestre" de la Western Union, que havia llançat una iniciative important per a unir Europa amb els Estats Units a través de Rússia, Sibèria i l'estret de Bering, amb tan sols 60 km de cable submarí.
Les activitats de Field el van posar en contacte amb diverses personalitats prominents a banda i banda de l'Atlàntic, incloent Lord Clarendon i William Gladstone, el Ministre de Finances britànic en aquell moment. Les comunicacions de Field amb Gladstone serien importants a mitjan la Guerra de Secessió, quan tres cartes que va rebre de Gladstone entre el 27 de novembre de 1862 i el 9 de desembre de 1862 van causar un considerable escàndol, perquè Gladstone semblava expressar el seu suport als estats secessionistes del sud per a formar els Estats Confederats d'Amèrica.
El 1871, Cyrus Field va poder connectar San Francisco amb les illes Hawaii. Durant les dècades de 1870 i 1890, Field va entrar en el negoci del transport. Va presidir la New York Elevated Railroad Company entre 1877 i 1880, i va col·laborar amb Jay Gould en el desenvolupament del Wabash Railroad. També va prestar a Henry W. Grady els 20.000 dòlars necessaris perquè Grady comprés una quarta part de les accions del periòdic Atlanta Constitution. També era amo del "Mail and Express", un periòdic de Nova York. Finalment, les males inversions van provocar que Field perdés bona part de la seva fortuna. Els cinc últims anys de la seva vida els va passar modestament en la seva Stockbridge natal, on va morir en 1892 a l'edat de 72 anys.

## Reconeixements i honors
- El 1867, Field va rebre la Medalla d'Or del Congrés dels Estats Units i el gran premi en l'Exposició Universal de París (1867) a París pel seu treball en el cable transatlàntic.
- El desembre de 1884, el Canadian Pacific Railway va nomenar la nova ciutat de Field a la Columbia Britànica en el seu honor.